# Maulwurf (Trotzkismus)
Maulwurf bzw. Roter Maulwurf war der Name einer trotzkistischen Organisation mit maximal 90 Mitgliedern in den 1980er und 1990er Jahren in Deutschland, die eine gleichnamige Zeitschrift herausgab.

## Geschichte der Organisation
Bereits Anfang der 1970er Jahre verfügte die Gruppe Internationaler Marxisten über eine Jugendorganisation (Revolutionär-Kommunistische Jugend), mit der sie allerdings 1972 fusionierte. Anfang der 1980er Jahre bildete sich erneut eine Jugendorganisation der GIM, diesmal unter dem Namen Roter Maulwurf. Der Rote Maulwurf wurde in den Verfassungsschutzberichten 1982 und 1986 genannt. Der Rote Maulwurf war in der Nicaragua-Solidarität, in der Gewerkschaftsbewegung (35-Stunden-Woche) und in der Schülerbewegung aktiv. Für den Roten Maulwurf wird eine Mitgliedszahl von bis zu 90 Personen angegeben.
Nach der Fusion von GIM und KPD/ML im Oktober 1986 zur VSP wurde dieser Schritt von Teilen des „Roten Maulwurfs“ nicht nachvollzogen. Diese gründeten eine eigenständige Jugendorganisation mit dem Namen Maulwurf und wollten weiterhin engeren Kontakt zum Vereinigten Sekretariat der Vierten Internationale halten.
Von 1987 bis 1989 bewegte sich die Organisation in der Bundesschülervertretung, verschiedenen Landesschülervertretungen sowie den grün-alternativ-bunt-autonomen Jugendstrukturen (GABA), einem frühen Vorläufer der Grünen Jugend. Zu den einzigen nennenswerten Aktionen in dieser Zeit gehörte eine spektakuläre Flugblattaktion, mit der 1988 die Gedenkveranstaltung zum 17. Juni 1953 in Mönchengladbach gestört wurde. Besonders der ironische Tonfall des Flugblatts („Die deutsche Einheit ist stärker als jeder Russenpanzer!“) erregte Aufsehen.
Im April 1989 kam es auf einer Tagung zum Bruch zwischen verschiedenen organisatorischen und inhaltlichen Konzepten: Während ein Teil der Mitglieder den Entrismus in den GABA-Strukturen fortsetzen wollte (Ortsgruppen Hannover, Berlin, München), wollte eine andere Fraktion (Mönchengladbach, Duisburg) den Aufbau einer revolutionären Partei der Arbeiterklasse voranbringen, was ihrer Ansicht nach mit der kleinbürgerlichen Zusammensetzung der GABA-Strukturen und der Grünen nicht vereinbar wäre. Diese Fraktion arbeitete fortan mit der Internationalen Kommunistischen Liga (IKL) in Wien zusammen, die 1989 mit der österreichischen Jugendorganisation der Vierten Internationale zur Revolutionär Kommunistischen Liga (RKL) fusionierte. Im Rahmen dieser Kontakte entfernte sich der Maulwurf politisch vom Vereinigten Sekretariat, dem fortan eine zentristische Politik vorgeworfen wurde.
Durch ehemalige Mitglieder des Maulwurfs entstand nach einem gescheiterten Entrismusprojekt bei den Viersener Falken 1992 der „Arbeitskreis Kommunistische Politik“ (AKP), der später in „Sozialistische Aktion“ umbenannt wurde. Nach weiterem Mitgliederrückgang und einer weiteren Spaltung – bedingt durch die Umbrüche in der österreichischen RKL – gab es seit 1994 eine Duisburger und eine Stuttgart-Hamburger Zelle, wobei die Duisburger Zelle in engem Kontakt zur RKL blieb.
Im Jahr 1992 benannte sich die Organisation nach dem Vorbild der ehemaligen deutschen Schwesterorganisation der IKL in spartacusbund – revolutionäre sozialisten um, gab ihre Zeitschrift aber weiterhin unter dem Namen Maulwurf heraus. Die Duisburger Gruppe betrieb in den Folgejahren politische Arbeit in einem Kulturzentrum (Fabrik e. V.) und beteiligte sich an der Veranstaltungsreihe „Roter Montag“, deren inhaltliche Schwerpunkte internationale Themen (Türkei, Antiimperialismus) und Antifaschismus waren. In diesem Kontext kam es auch zu Kontakten mit der türkischen DHKP-C sowie der peruanischen MRTA. Geprägt war diese Zeit allerdings auch durch inhaltliche und persönliche Auseinandersetzungen mit der Duisburger Antifa.
Ungefähr zur gleichen Zeit nahm die Organisation den Namen Rote Aktion an.
Die Mitgliederzahl lässt sich nur schwer bestimmen, da die Trennschärfe zwischen Mitglieds- und Sympathisantenstatus nur unzureichend gegeben war und die Arbeit in den Ortsgruppen eher dezentral koordiniert wurde. Die Zahl dürfte sich zu Hochzeiten (1987–1989) zwischen 50 und 200 bewegt haben, mit einer deutlichen Abwärtstendenz ab 1989. Ab 1991 bestand die Gruppe nur noch aus ein bis vier Personen.

## Kontakte zu anderen Gruppen
Die Gruppierung stand seit der Distanzierung zur ehemaligen GIM in ständigem Kontakt zu anderen trotzkistischen Organisationen, die dem Vereinigten Sekretariat der Vierten Internationale kritisch gegenüberstanden. Dazu zählen auf nationaler Ebene die Gruppe Revolutionäre Sozialisten um die Zeitschrift „oktober“ in Berlin, die „Leninistisch-Trotzkistische Tendenz“ in Köln (beide bestehend aus ehemaligen GIM-Mitgliedern) sowie die „Spartakus-Gruppe“ (Abspaltung des BSA in Mülheim an der Ruhr). Zum Jahreswechsel 1989/1990 bestand kurzzeitiger Kontakt zu Vertretern der Vereinigten Linken in der DDR. Ebenso war der Maulwurf in den 1990er Jahren mehrfach mit einem Stand auf der Fête de Lutte Ouvrière vertreten.
Zusammen mit der RKL war der Maulwurf Teil des Verbindungskomitees (Liaison Committee of Communists), dem 1989 außerdem noch Voce Operaia aus Italien sowie die Revolutionary Workers League (RWP) aus Sri Lanka (um den Ex-Abgeordneten Edmund Samarakoddy) angehörten. Zeitweise beteiligten sich auch die deutsch-belgische LTT (s. o.) und die ex-healeyistische Workers International League (WIL) aus Großbritannien an diesem Komitee. Prägende inhaltliche Fragen waren die Einschätzung der sogenannten (ehemaligen) degenerierten Arbeiterstaaten sowie in den folgenden Jahren der Jugoslawien-Krieg und die Haltung zum Antiimperialismus.
Die dem Verbindungskomitee angehörenden Gruppen bildeten 1996 die International Leninist Current.
Die ILC brach allerdings später mit dem Trotzkismus und heißt heute „Antiimperialistische Koordination“ (AIK). Der Duisburger Ableger ging in einem Initiativ e. V. – Verein für Demokratie und Kultur von unten auf, dessen Führungspersonal sich aus alten Maulwurf-Kadern rekrutiert. Die Sektion in Wien ist laut der Landesbehörde für Verfassungsschutz Nordrhein-Westfalen eine Teilorganisation der Revolutionär Kommunistischen Liga (RKL).

## Zeitschrift
Die Zeitschrift Roter Maulwurf erschien ab 1981/82 bis ungefähr 1986.
Die Zeitschrift Maulwurf erschien ab 1987 – zuerst mit dem Untertitel Jugendzeitung für feministische und sozialistische Aktion – in etwa 25 Ausgaben in wechselndem Format und mit wechselnden Untertiteln. Die ersten Ausgaben – etwa bis 1990 – erschienen in einer Auflage von 400 bis 600 Stück und wurden in einer Druckerei in Opladen hergestellt. Sie zeichneten sich durch ein sehr ausgefallenes und ausgefeiltes Layout aus. Spätere Ausgaben waren layout- und drucktechnisch – Nadeldrucker und Kopierer – von eher minderer Qualität.
Erhöhte Aufmerksamkeit in autonomen Kreisen erregte die Ausgabe, die sich mit der Ermordung von Alfred Herrhausen durch RAF-Terroristen befasste („Wir hätten den Wagen nicht gesprengt, wir hätten ihn geklaut!“).
Die Friedrich-Ebert-Stiftung weist in ihrem Trotzkismus-Archiv nur sieben Nummern von 1987 bis 1991 nach. Die IBT verweist an einer Stelle auf eine Nr. 35 aus dem Jahr 1999, bei der es sich wohl um eine Publikation der oben genannten Stuttgarter Zelle handelt. Als presserechtlich Verantwortlicher war zuletzt T. Zmrzly, in späteren Ausgaben ein Postfach in Duisburg beziehungsweise Stuttgart benannt.
Mit der RKL zusammen gab man – zumindest zeitweise – deren Theorieorgan Ergebnisse & Perspektiven heraus, im Rahmen der internationalen Zusammenarbeit außerdem das International discussion bulletin sowie die International Trotskyist correspondence.

## Herkunft des Namens
Die Benutzung des Namens Maulwurf für eine sozialistische Jugendorganisation ist auf ein Zitat aus dem Werk Der achtzehnte Brumaire des Louis Bonaparte von Karl Marx zurückzuführen, in dem dieser ausruft „Brav gewühlt, alter Maulwurf!“. (Dieses Zitat geht wiederum zurück auf Hamlet von William Shakespeare in der Übersetzung von August Wilhelm Schlegel: „Brav, alter Maulwurf! Wühlst so hurtig fort?“)